# Bacchisa fasciata
Bacchisa fasciata is een keversoort uit de familie boktorren (Cerambycidae). De wetenschappelijke naam van de soort is voor het eerst geldig gepubliceerd in 1931 door Gressitt.